# Aliskirène
L'aliskirène (Rasilez) est une substance chimique utilisée comme inhibiteur spécifique de la rénine. C'est l'unique représentant de cette classe thérapeutique mise au point par le laboratoire Novartis dans le traitement de l'hypertension artérielle essentielle.

## Efficacité
Sur le niveau tensionnel, l'aliskirène semble être plus efficace que le ramipril, un inhibiteur de l'enzyme de conversion.
Dans le traitement de l'insuffisance cardiaque, elle a été testée, en association avec un inhibiteur de l'enzyme de conversion ou un antagoniste des récepteurs de l'angiotensine II, avec une amélioration de certains paramètres mais sans bénéfice démontré sur la mortalité ou sur les réhospitalisations pour insuffisance cardiaque. Donnée seule, ses résultats sont semblables à ceux d'un inhibiteur de l'enzyme de conversion.
Elle semble avoir un effet protecteur sur le rein chez le diabétique de type II avec une réduction de la protéinurie.

## Effets secondaires
En association avec un inhibiteur de l'enzyme de conversion ou un antagoniste des récepteurs de l'angiotensine II, il existe un risque majoré d'hyperkaliémie (augmentation du taux de potassium dans le sang). Cette même association augmente le risque de complications rénales et d'accidents vasculaires cérébraux chez le diabétique de type II avec une insuffisance rénale modérée,.
Ce surcroit d'effet indésirable chez les diabétiques couplé à une efficacité non prouvé sur la diminution de la survenue d'accidents cardiovasculaires font qu'il n'est plus remboursé en France. Il figure par ailleurs sur la liste des médicaments à écarter de la revue Prescrire.